# Однополые союзы в Польше
Однополые браки в Польше официально не признаются. Однако благодаря решениям высших судов однополые пары в этой стране имеют некоторые права как родственники и супруги.

## Законодательство Польши

### Конституция
В статье 18 Конституции Польши от 1997 года сказано: «Брaк, кaк сoюз женщины и мужчины, семья, материнство и родительство находятся под защитой и покровительством Республики Польша».

### Фактическое сожительство
В Польше не существует отдельного закона относительно фактического сожительства, однако ряд законов и решений высших судов регулирует такие правоотношения.
Согласно статье 6.14 «Закона о социальной помощи» от 12 марта 2004 года право на получение социальных пособий зависит от дохода на одного человека в семье. При этом термин «семья» подразумевает как лица, состоящих в браке, так и в де-факто партнерстве, живущих вместе и имеющих общее домашнее хозяйство.
В соответствии со статьей 3.1 (2) «Закон о правах пациентов» от 6 ноября 2008 года в ситуации несчастного случая или серьёзной болезни «близкий родственник» имеет ряд прав (таких как посещение в больнице, принятие решения о тактике лечения и т. д.). При этом согласно закону определение «ближайший родственник» включает в себя человека, состоящего в «прочном партнёрстве» с пациентом.
В марте 2010 года Европейский суд по правам человека в деле «Козак против Польши» постановил, что однополые партнёры имеют право наследовать имущество друг друга в случае смерти одного из них.
В 2011 году польская писательница Изабела Филипяк получила для своей фактической супруги, являющейся гражданкой США, карту резидента.
Верховный суд Польши в решении от 28 ноября 2012 года (III CZP 65/12) постановил, что однополый партнёр согласно статье 691.1 Гражданского кодекса имеет право на наследование аренды помещения своего умершего партнера.
Так в статье 115.11 Уголовного кодекса содержится понятие «близкий человек», против которого человек имеет право отказаться свидетельствовать в суде. Верховный суд Польши 24 марта 2016 году постановил, что этот термин распространяется и на фактические однополые союзы.
В 2018 году Высший административный суд Польши постановил, что однополая женская пара может зарегистрировать ребёнка одной из них как их общего.